# World of Warcraft: Warlords of Draenor
A World of Warcraft: Warlords of Draenor (röviden WoD) a World of Warcraft című MMORPG videójáték ötödik kiegészítője. 2013 november 8.-án jelentették be, és 2014 november 13.-án adták ki.

## Történet
A Horda (Horde) hadura, Garrosh Hellscream követőivel együtt elfoglalta a Horda fővárosát, Orgrimmart. A troll felkelést során kiemelkedő szerepet nyert Vol'jint követő hordások, és a Szövetség (Alliance) kalandozói közösen megostromolták a fővárost, majd az alatta húzódó titkos barlangok mélyén kialakított főhadiszállásán megtalálták és legyőzték Garrosht. A hadurat azonban nem ölték meg, hanem Taran Zhu kérésére Pandariába szállították és ott bíróság elé állították. Az elhúzódó tárgyalást lezárni hivatott utolsó ülés során viszont megjelent egy titokzatos bronzsárkány, Kairoz, és követői segítségével kiszabadította Garrosht. Kairoz egy időportált nyitva harmincöt évvel az Első háború (First War) kitörése előtti ork szülőbolygóra, Draenor-ra vitte őt abban a hitben, hogy a brutális, ám karizmatikus Garroshnak sikerül megakadályozni az orkok sorsát örökre megpecsételő démoni szövetség létrejöttét.
Kairoz és annak vezetője, Wrathion azonban tévedett; Garrosh nem engedelmeskedett nekik, ahelyett találkozott apjával, Grommash Hellscream-mel, és felfedte előtte az orkokat elárulni készülő Gul'dan terveit. Gul'dan a Burning Legion ügynökekét Draenor-ra idézte Mannoroth-ot, majd miután elnyerte ezért romlott jutalmát, Tanaan dzsungelében összehívta az ork klánokat, hogy igyanak a démoni szörnyeteg véréből. A boszorkánymester az ígérte, hogy a Légió szolgálatában állva az orkok megállíthatatlanokká válnak, ám Grommash nem fogadta el az ajánlatot. Mannoroth nem nyugodott bele az egyik legerősebb klán vezetőjének döntésébe, ezért megtámadta Grommasht, ám az ork megölte őt, ezzel átírva a történelem menetét. Ezután Grommash a többi ork harcos előtt kijelentette, hogy soha nem lesznek rabszolgák, ugyanakkor felépítik a Dark Portal-t, így Gul'dan tervét megvalósítva meghódítják Azerothot.

## Újdonságok
- Az elérhető maximális szint 90-ről 100-ra emelkedett.
- Új világ: Draenor.
- A blood elf kivételével minden klasszikus és BC-s faj új modellt kapott.
- Új játékmeneti elem: Garrison.

## Az új világ: Draenor
A Warlords of Draenor a World of Warcraft alapjátékában és annak első kiegészítőjében lévő két bolygó mellé egy harmadikat, Draenor-t adja hozzá. Draenor az orkok szülőhelye, és a draenei faj menedéke, amely a történelem során eredetileg a Burning Legion uralma alá került, majd darabokra szakadva alakult át Outland-dé. Wrathion és Kairoz azonban felfedezték az alternatív idősíkok létezését, és a bronzsárkány Garrosht egy olyan Draenor-ra vitte, ahol az ork meg se született, viszont ugyanúgy a démonok figyelmébe került, mint az "igazi" idősíkban. Wrathion azt remélte, hogy Garroshnak sikerül egyesíteni az ork klánokat, majd ezt a hatalmas hadsereget a Légió ellen vezeti majd, de Garrosh inkább Azeroth ellen akarta felhasználni azt, megbosszulva ezzel bukását. Garrosh egyúttal számos olyan technológiai ismeretet is áthozott magával a bolygóra, amivel valóban veszélyessé tehette az démoni fertőzéstől megmenekült orkokat, ezzel létrehozva a Vas Hordát (Iron Horde).
Az új planéta sok tekintetben a korábban megjelent Outlandra hasonlít (egyes helyszínek (például a draenei-ok szent temetkezési helye, az Auchindoun) és zónák (például a zöldellő Nagrand) ugyanazt a nevet viselik), de az eltérő történelem miatt megőrizte eredeti területeit is (például a sivatagi kanyonokkal és buja erdőkkel tarkított Gorgrond vagy a hatalmas hegycsúcsairól és fáiról ismert mocsaras Spires of Arak). A két nagy frakció egy közös esemény, a Vas Horda azerothi inváziójának megtörése, visszaszorítása majd a Dark Portal lerombolása után két külön zónában kezd; a Szövetség kalandozói a Shadowmoon Valley, míg a Hordáé a Frostfire Ridge zónából indulnak el. Draenor-on nincs se közös, se különálló főváros, a kieső szolgáltatásokat magának a játékosnak kell biztosítani, a garrison keretében (lásd lentebb), továbbá nem lehet használni repülő hátasokat (flying mount) sem, egészen egy újabb patch bevezetéséig.
A vad bolygó nemcsak földrajzában, de élővilágában is különbözik Outland-tól, hiszen sok faj megmenekült a démoni eltorzulástól vagy éppen a kihalástól. Ilyen például a két lábon járó növényre hasonlító botani, a nagymacskaszerű saberon vagy az orgék őseinek különféle állomásfajai (magnaron; ogron; stb).

## Karakterátalakítás
A Warlords of Draenor egyik legnagyobb változása a Cataclysm kiegészítő előtt megjelent játszható fajok grafikai átalakítása. A régi fajok új külső megjelenését a 6.0.3-es patch élesítette még a kiegészítő megjelenése előtt, továbbá a játékosoknak lehetősége nyílt arra, hogy a fodrásznál (barber) az arcot is megváltoztassák. A blood elf faj később kapott új megjelenést.

## Új játékelem: Garrison
A Warlords of Draenor talán legfontosabb újdonsága a garrison ("helyőrség") megjelenése. A helyőrség egy olyan speciális alzóna, amely felett a játékos rendelkezik, és annak igényei szerint bővíthető mindenféle hasznos épülettel. Helyőrséget a szövetséges játékos Shadowmoon Valley-ben, míg a hordás játékos Frostfire Ridge zónában létesíthet csak. A helyőrség központi épülete, a városház (town hall) szintje határozza meg, hogy a helyőrség mennyi szabad telekkel (plot) rendelkezhet illetve hogy ezek milyen típusúak lehetnek.

### Épületek
A helyőrségben három épülettípus érhető el; kis (small), közepes (medium), és nagy (large). Ezek az épületek használják fel a helyőrség aktuális szintjével elérhető telekhelyet. A játékos az új világban lévő küldetéseinek jutalmaiként "helyőrség nyersanyagokat" (garrison rescource) és tervrajzokat (blueprint) is kap, amivel új struktúrákat építhet fel avagy a meglévőket fejlesztheti. Bizonyos épületek küldetésekkel, valamint munkarenddel (work order) szolgálnak, amit a játékos vehet fel avagy a követőkre (lásd lentebb) lehet bízni. Az épületek építészeti stílusa döntően a két nagy frakció vezető fajának (a Szövetség esetén az ember, a Horda esetén az ork) stílusához igazodik.
- Kis: Kis épület a játékos számára fontos foglalkozások (profession) különféle műhelyei, illetve a raktár, és a bontó.
  - Storehouse ("Raktár"): A raktár segítségével a játékos növelheti a többi épületben folyó munkarendeket számát és elérheti a bankot. Továbbfejlesztve hozzáférhet a klánbankhoz, majd a Transmogrification ("Átalakítás") és a Void Storage szolgáltatásokhoz is.
  - Salvage Yard ("Bontó"): A bontó segítségével a játékos esélyt kap arra, hogy a küldetések után járó jutalom további bónusztárgyakkal is szolgáljon.
- Közepes: Közepes épület a csűr, a fűrésztelep, a fogadó, a kereskedőhely, és a gladiátor szentélye.
  - Barn (Csűr): A csűr segítségével a játékos befoghat különféle draenori vadállatokat, amelyeket lenyúzva értékes bőralapanyagokhoz juthat.
  - Lumber Mill (Fűrésztelep): A fűrésztelep segítségével a játékos fát vághat Draenor-on, amivel további helyőrség nyersanyagokhoz juthat.
  - Inn (Fogadó): A fogadóban lehet felbérelni a követőket, valamint értékes küldetéseket felvenni.
  - Trading Post ("Kereskedőhely"): A kereskedőhelyen lehetőség van általános és helyőrség nyersanyagok adás-vételére. Magasabb szinten elérhetővé válik az aukció és reputáció bónusz.
  - Gladiator's Sanctum ("A gladiátor szentélye"): A játékos különféle harci bónuszokat szerezhet, valamint elérheti a "nemezis" küldetéseket.
- Nagy: Nagy épület a kaszárnya, a törpe bunker/harci telep, a mágustorony/szellemkunyhó, az istálló, és a gnóm szerelőhely/goblin műhely.
  - Barracks ("Kaszárnya"): A kaszárnya segítségével a játékos fejlesztheti követőit, valamint elérheti a járőr küldetéseket.
  - Dwarven Bunker ("Törpe bunker"; csak a Szövetség esetén) vagy War Mill ("Harci telep", csak a Horda esetén): Segítségével a játékos bizonyos eséllyel jobb minőségű felszerelést szerezhet a küldetések során, elérhet bizonyos átalakításra való felszereléseket valamint bónusz dobást biztosító tárgyat kaphat a raid-ekhez.
  - Mage Tower ("Mágustorony", csak a Szövetség esetén) vagy Spirit Lodge ("Szellemkunyhó", csak a Horda esetén): Segítségével a játékos átjárókat nyithat Draenor zónáiba, megkönnyítve ezzel a közlekedést.
  - Stables (Istálló): Az istálló segítségével a játékos befoghat ritka vadállatokat Draenor-on, amelyeket aztán hátasként (mount) használhat, továbbá egyéb mozgásgyorsító bónuszokkal is szolgálhat.
  - Gnomish Gearworks ("Gnóm szerelőhely", csak a Szövetség esetén) vagy Goblin Workshop ("Goblin műhely", csak a Horda esetén): Segítségével a játékos különféle mérnöki találmányokat fedezhet fel, magasabb szinten pedig vezethető ostromgépet is készíthet itt.
- Állandó: Az állandó épületek nem igényelnek szabad telekhelyet.
  - Town Hall (Városház): A városház biztosítja a helyőrségben elérhető szabad telkek számát. Minél fejlettebb, annál több és értékesebb telket, így épületet lehet felhúzni a helyőrség területén.
  - Fishing Shack ("Halászkunyhó"): A halászkunyhó segítségével a játékos horgászhat, és foghat ki egyre értékesebb halakat.
  - Herb Garden ("Növénykert"): A növénykert segítségével a játékos draenori növényeket ülhetett el illetve gyűjthet be.
  -  Lunarfall Excavation ("Holdhullás ásatás", csak a Szövetség esetén) avagy Frostwolf Mines ("Fagyfarkas bánya", csak a Horda esetén): Segítségével a játékos draenori érceket gyűjthet be.
  - Menagerie ("Menazséria"): A menazséria segítségével a játékos hozzáférhet a harci kisállatokhoz (battle pet) köthető küldetésekhez, valamint ritka kisállatokat is szerezhet.

### Követők
A követő (follower) egy olyan NPC (non-player character, nem játékos karakter), amelyet a játékos bérelhet fel különféle típusú és nehézségű küldetésekre, munkára illetve a harcok során maga mellé. A követő egyedi képességekkel rendelkezik, amelyek meghatározhatják, hogy milyen feladatban képes hasznos munkát végezni, tovább a játékoshoz hasonlóan fejlődik, és felszerelése is fejleszthető. Minden küldetés és munkarend teljesítése meghatározott időt vessz igénybe, előbbi esetben pedig nem kizárt, hogy sikertelenül végződnek. Bizonyos épületek felhúzása esetén a követő instába (instance) vagy akár raid-be is elmehet.

### Egyéb funkciók
A helyőrség nemcsak passzív nyersanyagforrásként, küldetések feladóhelyeként és szabadidőtöltésre szolgálhat, hanem Draenor egyes zónáiban felépíthető előőrsökkel (outpost) és bónuszokkal is. További érdekesség, hogy más játékosokat is be lehet invitálni, szobrokat lehet emelni, valamint célpontja lehet kisebb ellenséges támadásoknak is.

## Játékmenet
A Warlords of Draenor alatt számos statisztikai érték és képesség eltűnt vagy megváltozott.

### Új passzív képességek, a perk-ek
Fejlődése során a játékos a korábbi talent-rendszer és glyph-ek mellé szerezhet u.n. perk-eket, amelyek a meglévő képességeit passzív bónusszal látja el. Ezeket a játékos csak 90. és 100. szintje között, az aktuális specializációjától függetlenül és véletlenszerűen szerezheti meg.

### Frakciók
A Warlords of Draenor alatt számos új frakciót jelent meg, többségük az alternatív múltat képviselik, mint Thrall klánja, a Frostwolf Orcs, vagy a Council of Exarchs, amely a draenei közösség legfelsőbb vezetése.

### PvE (Player versus Environment)
A kiegészítő számos új instával és raid-del gazdagodott, köztük például a mozgó vasúton folyó Grimrail Depot, az ősi ogre birodalom utolsó megmaradt központja, a Highmaul, vagy az egész Vas Hordát felfegyverző hatalmas öntőműhely, a Blackrock Foundry. A korábbi kiegészítőhöz hasonlóan most is megjelent egy felújított térkép, az Upper Blackrock Spire. További változás, hogy az insta nehézségi szintjét a heroikusnál (heroic) nehezebbre is lehet állítani, ez a "mitikus (mythic), a raid-ek nehézségi szintjei pedig jelentősen módosultak; a korábbi 6 helyett (Raid Finder, Flexible, Normal 10/25, Heroic 10/25) helyére 4 került (Raid Finder, Normal, Heroic, Mythic). Ebből az első három 10-25 fős lehet, míg az utolsó csak 20. Egy későbbi patch bevezette az "időjárás" (timewalking) nevezetű háromnapos hétvégi eseményt, amely során a korábbi kiegészítők véletlenszerűen kiválasztott instáit lehet újra átélni. Ez alatt a karakter felszerelése az adott instának szintjére skálázódik le, cserébe az ott szerzett zsákmány a WoD-hoz igazodik.

### PvP (Player versus Player)
A kiegészítő egy új nyílt PvP zónával, Ashran-nal bővült. Ez a zóna kifejezetten a nagy számú PvP ütközetekre lett kitalálva, továbbá számos legyőzhető harci NPC-vel és megidézhető mobbal is rendelkezik, de lehetőség van nyersanyaggyűjtésre is. A korábbi nyílt PvP zónákkal és csatamezőkkel (battleground) szemben itt nincs automatikus egyensúlyi mechanizmus a frakciók között, tehát bárki beléphet a zónába, amíg az el nem éri a frakció a maximális létszámot. További változás, hogy az arénajáték esetén visszatért a skirmish lehetősége, tehát a véletlenszerűen összehozott csapatok közti arénaharc. Egy későbbi javítás pedig bevezette a "zsoldos" (mercenary) módot, amely során a játékos karaktere az ellenséges nagy frakció oldalán harcolhat, ezzel próbálva kompenzálni a szervereken fennálló  kiegyensúlyozatlan PvP játékosarányt.

### Egyéb fontos változások
- A tulajdonságok és statisztikai értékek lecsökkentése:[14] Ezentúl sokkal kisebb számú a játékosok, az NPC-k és a mobok életereje, sebzése vagy gyógyítása, de ez nem befolyásolja az alapjáték vagy a korábbi kiegészítő alatt elérhető tartalmak teljesíthetőségét.
- Karakter felerősítés (Character Boost):[15] A kiegészítőre előfizetők ingyenesen kapnak egyet, a többi játékos pedig a Battle.net Shop-ban megvásárolhatja a meglévő karakterét azonnal 90. szintre felhúzó szolgáltatást. A szolgáltatás használata során pár lépés alatt meghatározható a karakter kasztjának specializációja és foglalkozásai, a létrehozása után pedig egy rövid küldetéslánc során megszerezheti az összes képességet illetve kezdő felszerelését is.
- Összevont aukciós ház:[14] Nincs többé különálló szövetséges, hordás, és semleges (goblin) aukciós ház.
- Régensbank:[14] Elérhetővé vált a különféle nyersanyagokat tároló bankfiók, ezzel helyet spórolva a normál bankfiókban.
- Nincs klánszintezés:[14] Megszűnt a klánok fejlődése, és a legtöbb klán perk is eltűnt.
- Törölt karakterek visszaállítása:[16] Bizonyos korlátok között lehetőség van a kitörölt karakter visszaállítására.
- Felújított felhasználói felület:[17] Könnyebben átláthatóvá tették a táskákat, valamint külön menüt kaptak az "örökségek" (heirloom) illetve a különféle játékok, dísztárgyak és egyéb kacatok. A küldetéstárgyak a továbbiakban nem foglalnak helyet a táskákban.

## Kiadás és fogadtatás
Az új kiegészítőt a 2013-as BlizzCon alatt jelentették be, azután folyamatosan mutatták be az új karaktermodelleket, zónákat és egyéb változásokat, valamint elindították a Lords of War videósorozatot, amelynek keretében bemutatták Draenor ork klánvezéreinek történetét. Kiadása után a szerverek nem bírták a megemelkedő játékosszámot, ezért rengeteg játékos kényszerült hosszú ideig kivárni, hogy elérhesse az adott szerveren lévő karaktereit. A készítők ezért a fennakadásért cserébe öt nap ingyenes játékidőt ígérnek.

### Eladások
A kiegészítő -éppen a sorozat tizedig évfordulója alatt- jól fogyott, a megjelenés után egy nappal már 3.3 millió példányt sikerült eladni és pár nappal azután 10 millió előfizetést értek el.